# 加利尼夫卡 (沃洛達爾西克-沃林西基區)
50°35′23″N 28°39′59″E / 50.58972°N 28.66639°E
加利尼夫卡（烏克蘭語：Галинівка），是烏克蘭北部的村莊，隸屬日托米爾州的日托米爾區。該村始建於1588年，面積10.69平方公里，2001年人口206。